# Henric I de Bavaria
Henric I (n. 919/921 – d. 1 noiembrie 955) a fost duce de Bavaria.
Henric era cel de al doilea fiu al regelui Germaniei Henric I "Păsărarul" cu soția sa Matilda de Ringelheim. El a încercat să provoace o revoltă împotriva fratelui său mai mare, noul rege Otto I "cel Mare" în 938, fiind în alianță cu Eberhard de Franconia și Gilbert de Lorena, considerând că tronul regal i-ar fi revenit de drept. În 939, el a fost înfrânt de trupele regale la Birten și nevoit să părăsească Germania. El s-a refugiat la curtea regelui Ludovic al IV-lea al Franței, revenind după ce s-a reconciliat cu Otto și a primit de la acesta Ducatul de Lorena.
Cu toate acestea, Henric nu a reușit să își exercite autoritatea în Lorena, drept pentru care a fost înlăturat din poziția avută. El a complotat din nou împotriva lui Otto, plănuind asasinarea acestuia în ziua de Paște a anului 941 în Quedlinburg. Conspirația a fost descoperită, iar Henric a fost închis în Ingelheim, fiind eliberat după penitența din ziua de Crăciun a aceluiași an. În 948, el a primit Ducatul de Bavaria, în virtutea căsătoriei cu nobila bavareză Judith de Bavaria. Henric a apărat, după care a extins hotarele Ducatului de Bavaria prin războaie împotriva maghiarilor și prin achiziționarea Mărcii de Verona (Friuli în 952. Ca pețitor al fratelui său, regele, Henric a adus-o pe regina Adelaida la Pavia în 951. În 953–954, el a reprimat o revoltă condusă de ducii Liudolf de Suabia de Suabia și Conrad de Lorena, murind în 955 în abația Pöhlde. Fiul și succesorul său în Bavaria și Friuli a fost Henric "cel Certăreț".
Henric I a fost înmormântat la Niedermünster în Regensburg.
1. ↑  „Henric I de Bavaria”, Gemeinsame Normdatei, accesat în 15 decembrie 2014
2. 1 2  The Peerage
3. ↑  Medieval Lands, accesat în 3 februarie 2016